# Le Villars
Le Villars – miejscowość i gmina we Francji, w regionie Burgundia-Franche-Comté, w departamencie Saona i Loara.
Według danych na rok 1990 gminę zamieszkiwało 286 osób, a gęstość zaludnienia wynosiła 51 osób/km² (wśród 2044 gmin Burgundii Le Villars plasuje się na 627. miejscu pod względem liczby ludności, natomiast pod względem powierzchni na miejscu 1201.).